# La Tête d'un homme (film)
Pour le roman de Georges Simenon, voir La Tête d'un homme.
Pour plus de détails, voir Fiche technique et Distribution.
La Tête d'un homme est un film français réalisé par Julien Duvivier et sorti en 1933. Il s'agit d'une adaptation du roman de Georges Simenon mettant en scène le commissaire Maigret.
C'est la troisième adaptation cinématographique d'un roman de Simenon.

## Synopsis
Willy Ferrière n’a plus d’argent et sa maîtresse lui coûte cher. Un jour, au bar, il déclare qu’il paierait bien 100 000 francs à qui ferait mourir sa tante à héritage. Quelqu’un lui fait comprendre qu’il va s’en occuper. La tante est tuée. Un homme, apparemment simple d’esprit, est le coupable idéal. Le commissaire Maigret sent que quelque chose ne va pas.

## Fiche technique
- Titre : La Tête d'un homme
- Réalisation : Julien Duvivier, assisté de Pierre Calmann et Gilbert de Knyff
- Scénario : Pierre Calmann, Louis Delaprée et Julien Duvivier, d'après le roman éponyme de Georges Simenon
- Décors : Georges Wakhévitch
- Photographie : Émile Pierre et Armand Thirard
- Montage : Marthe Bassi
- Son : Marcel Courmes
- Musique originale : Jacques Dallin
- Cadreur : Émile Pierre
- Régie : Jean-Paul Dreyfus (Jean-Paul Le Chanois)
- Production : Charles Delac et Marcel Vandal
- Société de production : Bromberger Richebbé   pour Pathé cinema
- Format : Noir et blanc - 35 mm - 1,37:1 - Mono (Western Electric Sound System)
- Pays :  France
- Genre : Policier
- Durée : 90 min
- Date de sortie : 
  - France, 18 février 1933
- Film immatriculé au Registre Public de la Cinématographie et visé à la Censure sous le no 932 15/2/46

## Distribution
- Harry Baur : Commissaire Jules Maigret
- Valéry Inkijinoff : Radek
- Alexandre Rignault : Joseph Heurtin
- Gaston Jacquet : Willy Ferrière
- Frédéric Munié : l'avocat
- René Alexandre : le chauffeur
- Gina Manès : Edna Reichberg
- Missia : la chanteuse des rues
- Oléo : la femme de chambre
- Line Noro : la fille
- Damia : la femme lasse
- Jean Brochard : (non crédité)
- Jérôme Goulven : un témoin (non crédité)
- Jane Pierson : la cuisinière (non créditée)
- René Stern : le gérant de l'Éden (non crédité)
- Armand Numès : le directeur de la police
- Louis Gauthier : le juge
- Henri Echourin : inspecteur Ménard
- Marcel Bourdel : inspecteur Janvier
- Camus : l'hôtelier

## Différence avec le roman
Willy Crosby s’appelle Willy Ferriere et la Coupole devient le bar de l’Eden.
Le récit suit l'ordre chronologique des événements, tandis que dans le roman, le point de départ est révélé à la fin.